# Pásmová zádrž

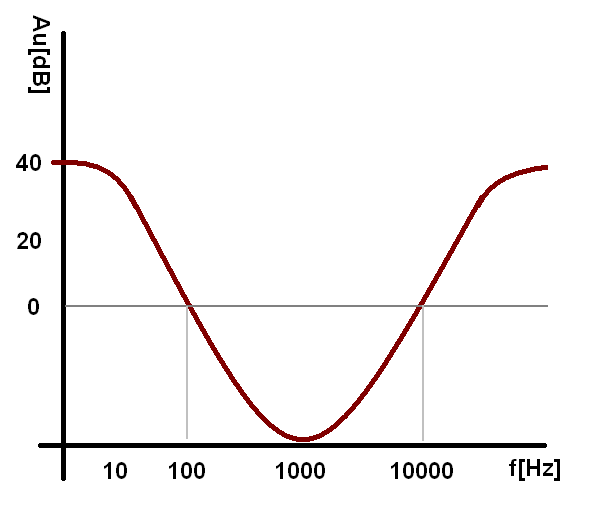
Pásmová zádrž se středem 1000 Hz – průběh závislosti útlumu na frekvenci. Frekvence mezi 100 Hz a 10 000 Hz budou utlumené.

Pásmová zádrž je lineární filtr, který nepropouští signál určitých frekvencí. Utlumené frekvence můžeme libovolně nastavit pomocí konstrukce. Existují pasivní a aktivní zapojení. Pasivní je složeno pouze z rezistorů a kondenzátorů (popř. cívek), jeho nevýhodou je, že přenos je vždy ztrátový. Aktivní zapojení má v sobě zahrnut operační zesilovač, který zajišťuje přenos s kladným ziskem.

## Použití

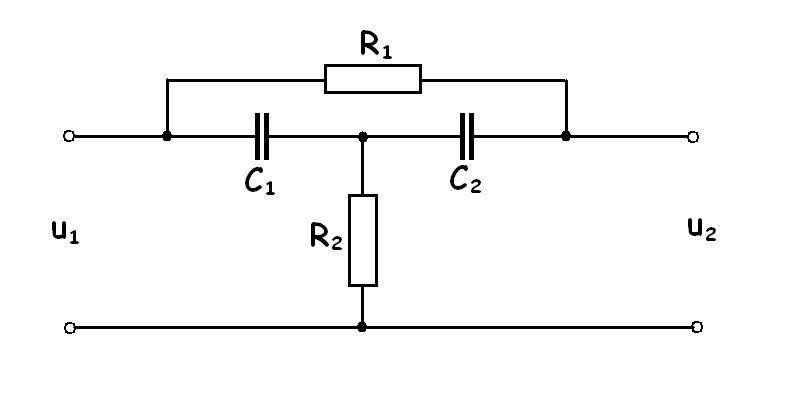
Zapojení pásmové zádrže

Používá se v audio technice, proti nechtěné zpětné vazbě. Lze využít i k jinému blokování nežádoucích frekvencí.